# HD 152303
HD 152303，又名BD+77 634，SAO 8612、HR 6267，是一颗恒星，视星等为5.98，位于銀經110.29，銀緯33.19，其B1900.0坐标为赤經16h 47m 32.8s，赤緯+77° 33.19′ 11″。